# LADY-GO-ROUND
「LADY-GO-ROUND」（レディ・ゴー・ラウンド）は、日本の音楽ユニット・B'zの楽曲。1990年2月21日にBMGビクターより3作目のシングルとして発売された。

## 概要
3rdアルバム『BREAK THROUGH』との同時リリースで、ジャケット写真も同作と同様のものが使用された。ちなみに、アルバムと同時発売した最後のシングルである。
B'zロゴマークは「B'z」の文字をメンバー名表記が丸く囲むデザインになっている。3rdアルバム『BREAK THROUGH』の裏ジャケット、5thシングル『太陽のKomachi Angel』の裏ジャケットにも使用された。また、このロゴの「B'z」部分は3rdアルバム『BREAK THROUGH』の表ジャケットに使用された。
シングル作品で初めて松本が編曲に参加した作品で、以降全作品の編曲に参加している。
なお、この楽曲が初めてオリコンにチャートインしたシングルである。

## 収録曲
| 全作詞: 稲葉浩志、全作曲: 松本孝弘、全編曲: 松本孝弘・明石昌夫。 |                   |          |            |      |
| #                                                                | タイトル          | 作詞     | 作曲・編曲 | 時間 |
| 1.                                                               | 「LADY-GO-ROUND」 | 稲葉浩志 | 松本孝弘   | 4:25 |
| 2.                                                               | 「LOVE & CHAIN」  | 稲葉浩志 | 松本孝弘   | 4:54 |
| 合計時間:                                                        | 合計時間:         | 9:19     |            |      |

## 楽曲解説
1. LADY-GO-ROUND
  - 歌詞に百人一首の言葉が取り入れられている。
  - PVでの2人の衣装は、LUNA MATTINOで2人自らが買ってきたものである[2]。
  - 前作と同様、2ndミニ・アルバム『WICKED BEAT』に全英詞バージョン「Lady-Go-Round "W-40" Style」が収録されている。
  - 同年に行われた『B'z LIVE-GYM "BREAK THROUGH"』以降長らく演奏されていなかったが、2008年に行われた『B'z LIVE-GYM 2008 "ACTION"』（ホール公演）で約18年ぶりに演奏された。ライブ演奏の映像化は発売から約27年後のボックス・セット『B'z COMPLETE SINGLE BOX』が初となった。
  - 7thアルバム『The 7th Blues』収録の「farewell song」のアウトロで、稲葉が本作のサビのフレーズを歌っている[3]。
2. LOVE & CHAIN
  - 間奏には男女関係に関する語りが導入されている。
  - 3rdミニ・アルバム『MARS』に全英詞バージョン「Love & Chain 〜Godzilla Style〜」が収録されている。

## タイアップ
- TBS系『プロ野球中継』オープニングテーマ (#1)
- テレビ朝日系『ニュースステーション』スポーツコーナーオープニングテーマ (#2)

## 参加ミュージシャン
- 松本孝弘:ギター、全曲作曲・編曲
- 稲葉浩志:ボーカル、全曲作詞
- 明石昌夫:全曲編曲
- 坪倉唯子:コーラス (#1,2)

## 収録アルバム
LADY-GO-ROUND
- BREAK THROUGH
- WICKED BEAT（英語詞バージョン「Lady-Go-Round "W-40" Style」）
- Flash Back -B'z Early Special Titles-
- B'z The Best XXV 1988-1998

LOVE & CHAIN
- BREAK THROUGH
- MARS（英語詞バージョン「Love & Chain 〜Godzilla Style〜」）
- Flash Back -B'z Early Special Titles-

## ライブ映像作品
LADY-GO-ROUND
- B'z COMPLETE SINGLE BOX（特典DVD）